# جنگل ملی شوشونی
جنگل ملی شوشونی (به انگلیسی: Shoshone National Forest) یک جنگل ملی در آمریکا است.
مساحت این جنگل ۱۰۱۱۷ کیلومتر مربع است و در ایالت وایومینگ گسترده است.